# جون فيتش (مهندس)
جون فيتش (بالإنجليزية: John Fitch) هو رياضياتي ومهندس وعالم حاسوب بريطاني، ولد في 1945.